# ماروین چونی
ماروین چونی (انگلیسی: Marvin Çuni؛ زادهٔ ۱۰ ژوئیهٔ ۲۰۰۱) بازیکن فوتبال اهل آلبانی است.
وی همچنین در تیم ملی فوتبال Albania U19 بازی کرده‌است.